# 嶺光電
嶺光電（1913年3月31日—1989年2月15日），彝族，彝名斯补纽纽慕理，是四川越巂廳寧越營所屬煖帶田壩土千戶（正五品土司），1913年農曆二月二十四日生於今四川涼山彝族自治州甘洛縣田坝镇斯補村，1989年在西昌病逝。
作為土司，他取漢名嶺光電，“光電”意思是電的光芒，之所以取這樣一個詼諧的名字，就是想讓別人一看就知道他不是漢人。
嶺光電先祖是雲南昭通烏蒙彝族土司，因在明代参与武装叛乱失敗，逃至涼山邛部宣撫司（從四品土司）嶺姓處避難，冒姓为岭，後清廷改封为煖帶田壩土千戶，封地在今四川甘洛、喜德邊界一帶。
嶺光電父輩有三兄弟，大伯比比木假、二伯比比木姐（嶺維綱）早死，父親年輕時已鴉片毒煙浸身，36歲即病逝。二伯父無後，按土司家規矩，其產業應由嶺光電繼承。伯父、父親死後，因產業之事，妯娌時起事端，家勢衰弱。

老年的嶺光電

## 生平[1][2]

### 军阀时期
1926年，劉成勳（國民革命軍第二十三軍軍長）和劉文輝（國民革命軍第二十四軍軍長）混戰，劉文輝擊敗劉成勳，其部歸順。劉文輝任命羊仁安川康邊防軍副司令，後編第二十四軍第十一混成旅，嶺光電二伯娘（嶺維綱妻）之弟彭巫加趁機打劫了川邊軍的餉銀，後交涉下退還部分，招致川邊軍派劉濟南團長帶兵進入田壩地區进行“改土歸流”，强制彝族边民改變習俗，接受儒家文化，取漢名，不得穿奇装异服，进行土葬。
劉濟南將嶺家四個堂兄弟嶺光宗、嶺光明、嶺光大、嶺光第扣押，嶺光電因為年幼而得倖免。1927年夏，嶺光電出走漢源縣富林，求川邊各軍總司令羊仁安保護，羊為嶺光電父輩好友，嶺痛定思痛，用功學習，得羊的三姨太王俊英喜愛，認為乾兒子（三姨太死時，直到嶺趕到並將其抱在懷中才閉眼），即有羊家出資在西昌、成都等地讀書。

### 国民政府时期
民國22年（1933年）考入國民政府中央陸軍軍官學校第十期。3年後畢業，分派到國民政府軍事委員會委員長重慶行營辦公廳任職，同時加入中國國民黨軍統局。是年行營組織“邊民調查團”到涼山調查，嶺為該團少尉翻譯。
1937年回家。嶺光電常記羊仁安“ 當個土司對一個連長來也要讓步，為啥？就是沒有知識本領的關係。你要想當好土司，還得有知識本領，不說一個連長，就是像我一樣的司令官也不敢隨便打整你” 之說，又視彝民在文化知識等方面的落後，決定動員內外力量興辦彝民學校，以“土司”之名硬要斯補土司轄區的學齡百姓小孩到校學習，在私宅裡辦起私立斯補邊民小學。小學興辦的13年中，培養了200多名學生，有的升入中學、大學讀書，很多人後來成為中共涼山的骨幹幹部，其中縣級幹部10多人，省級幹部1人，還有一批學術人才。
嶺光電回涼山後，利用中央行營、劉文輝、羊仁安、“土司”等的特殊關係和地位，出面幫助普格、鹽源、冕寧、西昌等地的少數民族協調民族關係，使之避免了一些民族糾紛。
民國28年（1939年），嶺任西康省政府中校參議，1942年到西康省寧屬屯墾委員會（駐西昌）任邊民訓練所教育長，1944年任腴田特別政治指導區（直屬西康省）區長，西康省夷族文化促進會理事長，1947年任西康省政府邊務專員，1948年被選為第一屆立法委員，1950年，加入“國民革命同志會”任書記長並任國民革命軍第27軍少將副軍長。
嶺光電在從政、從軍之時，也常回家，面對當時的彝族社會，嶺用自己所學、所見，在自己能管轄的範圍內進行一系列改革。首先興辦教育，成立“私立斯補邊民小學”，利用電影、模型、圖片和彝族原有文化教育百姓，提倡體育鍛煉，利用本地能用的實物、古器械進行操練。提倡醫藥治病，用各種形式解除迷信之說、之事，1949年建成小型的斯補醫院（只有一些藥品和簡單器械）。鼓勵農耕，興修水堰，改變彝民不積人肥、廄肥的習慣，改進耕作和育種技術。獎勵植樹，自己親種桐樹上百畝，引進桉樹，嫁接梨樹等。改變彝人住房不開窗、不見亮的習慣。規定：1、嚴禁吸食鴉片煙；2、禁止酗酒鬧事；3、減輕案費；4、不准殺牛宰羊招待上司和其親信；5、限收婚嫁彩禮；6、祭禮時減少所殺牲畜。
嶺光電在從軍從政之時，對彝族文化進行了一些研究和介紹，民國25年（1936年）就和彝族同仁一起編纂《新夷族》一書，民國31年（1942年）發表初譯彝族《倮倮經典選譯》在《西康青年》上發表，後來陸續發表《聖母的故事》、《倮倮的悵恨歌》等譯著和論文，民國32年（1943年）整理12篇彝族歷史、文化、故事編輯成《倮情概述》，引起朱光潛、馬長壽、馬學良等學者的重視，後來他們彼此在學術上常有交往。

### 中华人民共和国时期
1950年，嶺光電為應付各方關係在成都停留彷徨，最後回漢源縣同顧保裕的国军124軍到海棠，當夜又轉回田壩，靜觀態勢。在此期間，胡宗南、劉孟廉、談榮章、楊砥中多次捎信傳電催促嶺到西昌任副軍長職，王濟民從西昌到越嶲邀約上任。嶺于同年2月中旬到西昌任国民革命军27軍副軍長，見胡宗南後，胡發給黃金、銀元要求組建彝族新四軍，先組成基幹團、警衛營。中华民國政權在西南也勢至末日。3月初嶺帶領27軍警衛營去昭覺，到昭覺不久嶺光電接到隨共軍到西昌的友人毛筠如信，述說中共政策，要嶺帶部隊回西昌。4月8日毛筠如到昭覺，捎給嶺中共劝降信。4月10日嶺率領人馬回到西昌，向中共军队投降。
1951年嶺光電到雅安，1954年土改後調蘆山縣文教科。1957年，參加中國社會科學院少數民族語言調查第4工作隊，從事彝語調查、研究工作。同年底，調四川省民族出版社。1962年調中共四川省民族委員會參事室。“文化大革命”期間，被紅衛兵糾回家鄉，被迫長時期參加各種老人體力不及的勞動。1978年至1988年，中共為嶺落實了了各項政策，1978年調四川省民委彝文組工作。他潛心為學，整理出彝文古籍170餘卷，翻譯出7部彝文古籍，並為中央民族大學開設彝文古籍專業積極奔走。1981年應邀赴北京參加全國少數民族古籍編目整理，並受聘至中央民族學院彝文專修班任教，編寫、整理了大量的古彝文經典書籍——《雪族》、《古侯傳》、《跋瑪特依》、《教育經》和《涼山彝族習俗》、《彝族爾比爾吉》等書，還解釋了很多彝族古老語言和彝漢文化關係等。1985年著手整理《憶往昔》，經多次修改，1988年出版。1985年，嶺光電先生當選為中共四川省政協委員。後被選為中共涼山州政協常委、雲南省楚雄彝族文化研究所顧問等職。
他被稱為“甘洛民族之星”。用中國社會科學院彝族研究員劉堯漢的話說："嶺光電先生不是涼山的大土司，其名望卻超過了大土司。"
嶺光電的墓碑上，並排刻著兩行彝漢文字，漢文為："嶺光電先生之墓"，彝文的意思是："斯茲君長慕理之墓"。

## 年表
- 1927年，西康特別行政區漢源縣富林小學
- 1927年－1929年，西康特別行政區西昌縣雞心石小學校
- 1929年－1931年，西昌縣初中
- 1931年－1933年，成都聯合中學
- 1933年，陸軍軍官學校第十期第一團一營三連
- 1934年，西南彝文化促進會委員
- 1934年，國民革命軍第25師教導團第二連實習
- 1934年－1936年夏，陸軍軍官學校第十期學生第一總隊步兵大隊三隊
- 1936年，國民政府軍事委員會委員長重慶行營辦公廳第三課
- 1936年－1937年，國民政府軍事委員會重慶行營邊民調查團少尉翻譯
- 1937年，寧屬漢彝民團彝務大隊長
- 1937年2月，恢復土司職位
- 1937年3月，成立私立斯補邊民學校
- 1938年9月，國民革命軍第24軍少校參謀
- 1939年，西康省政府中校參議兼保甲軍訓合一訓練所助教
- 1939年，樂西公路彝工（修路時叫邊民）支隊長
- 1939年5月，西康省主席行轅彝文秘書
- 1942年任西康省寧屬屯墾委員會邊民訓練所教育長，委員兼支隊長
- 1944年－1947年任腴田特別政治指導區區長
- 1945年，寧屬剿匪總指揮部特遣支隊長
- 1940年－1947年，三民主義青年團西康支團部幹事
- 1947年，西康省彝族參政請願團團長
- 1947年，中國國民黨西康省黨部執行委員
- 1947年，獲頒四等嘉禾勛章
- 1947年，以興辦「私立斯補邊民小學」及送彝生外出留學，國民政府頒給「嘉惠青年」牌匾
- 1948年，當選第一屆立法委員，出席第一會期邊政委員會、衛生委員會、內政及地方自治委員會
- 1948年，獲頒「陸軍甲種二等獎章」
- 1949年12月，國民革命軍新十一軍第四師師長
- 1950年2月，任西南軍政長官公署第12師少將師長
- 1950年，任國民革命軍第27軍少將副軍長
- 1950年2月，兼任西南幹部訓練團邊務班少將主任
- 1950年2月，西南邊政委員會副主任委員
- 1950年2月，兼陸軍第二團團長
- 1950年3月，兼任西南軍政長官公署反共救國軍第3路副總指揮
- 1950年，西南第2路遊擊總指揮部第2縱隊司令
- 1950年4月10日，在西昌率部向中共輸誠。
- 1950年，西昌分區民族幹部訓練班主任

## 親屬
- 祖父：嶺廷福，彝名沙沙比比，字國恩，以助剿發逆石達開軍功授煖帶田壩土千戶總理（在土司統轄境內，土司可自行任命官職，其職務有總理、家政、舍把、旗長、親將、總爺、峒長、寨長等職。這些職務一般都由土司家族成員擔任）
- 父親：嶺維城，彝名比比紐扭，字宗範
- 養母：王俊英，羊仁安三姨太，年幼時聰明伶俐，家貧寒，沿街叫賣油條被羊仁安路遇，羊為王的姿色所傾倒，納為妾
- 妻：蓋取麼，伍底亞氏族女，1925年冬成婚，1939年病逝
- 繼妻，曲哈嫫，巖潤土舍家，1979年當選為四川省人大代表和四川省人大主席團成員，連任至1989年
- 繼妻，楊代蒂：彝名阿哈衣足，系雷波廳安阜營千萬貫长官司长官（正六品土司），1939年，楊代蒂的母親沙马阿知（杨登良）在成都與雷波士紳打官司，嶺光電代其寫狀子，托友相助，把官司打贏，後蓋取麼病逝後，1944年，其將女楊代蒂許配給嶺光電，與1947年成婚，婚姻為雙祧，婚後楊代蒂繼承雷波廳安阜營千萬貫长官司土司（即阿卓土司）。1955年，楊代蒂被選為雷波縣副縣長，涼山臨時軍政委員會副主席，隨後當選為涼山彝族自治州副州長，國家民委委員，四川省第五、六屆政協副主席。是第一、六、七屆全國人大代表。1964年與嶺光電離婚。1997年退休[3]。
- 子，爾補什哈，涼山彝族奴隸社會博物館副館長
- 子，嶺福祥，中央民族大學教授